# Golfe de Tchivyrkouï
Le golfe de Tchivyrkouï (en russe : Чивыркуйский залив
, Tchivyrkouïsi zaliv, en bouriate : Шэбэрхγγ булан, Sheberkhγγ Bulan) est un golfe du lac Baïkal, dans le raïon de Bargouzine de la Bouriatie, en Russie. Deuxième plus grand golfe du lac après celui de Bargouzine, il fait partie du parc national Transbaïkal. 

## Géographie
Le golfe de Tchivyrkouï est un golfe du lac Baïkal, du bassin central, située administrativement dans le raïon de Bargouzine, raïon de a république de Bouriatie, un sujet en Sibérie de la Russie.
Grand d'environ 300 km2, la longueur du golfe du nord au sud est de 28 km tandis que la largeur est de 6,1 km à 14 km. Il est situé sur la côte orientale du lac Baïkal, entre le continent et la péninsule de Sviatoy Nos. L'entrée du golfe est délimitée par le cap Verkhneïe Izgolovié et le cap Malaïa Soukhoï. Dans la partie nord, la rivière Bolchoï Tchivyrkouï se jette dans la baie, d'où le golfe tire son nom. Au sud-ouest, la baie est reliée par le canal Istok au lac Arangatouï,.
La baie est peu profonde, sa profondeur ne dépassant pas 10 mètres. Grâce à cela, l'eau chauffe très bien, jusqu'à 24 °C. C'est l'un des endroits avec les températures d'eau les plus élevées du lac Baïkal.

## Toponymie
Le golfe est nommé d'après la rivière Bolchoï Tchivyrkouï qui s'y jette dans la partie nord du golfe. L'hydronyme vient du mot evenki « chivir », signifiant « se tortiller, bouger ». Autrefois, le golfe s'appelait golfe de Kourboulik, d'après le village éponyme.

## Îles
Le golfe compte sept îles : Bolchoï Baklani, Bolchoï Kyltygueï, Maly Kyltygueï, Bely Kamen, Sviatoï-Ieleny, Pokoïnitski Kamen et Kovrijka. La plus grande île est Bolchoï Balkani.

## Protection

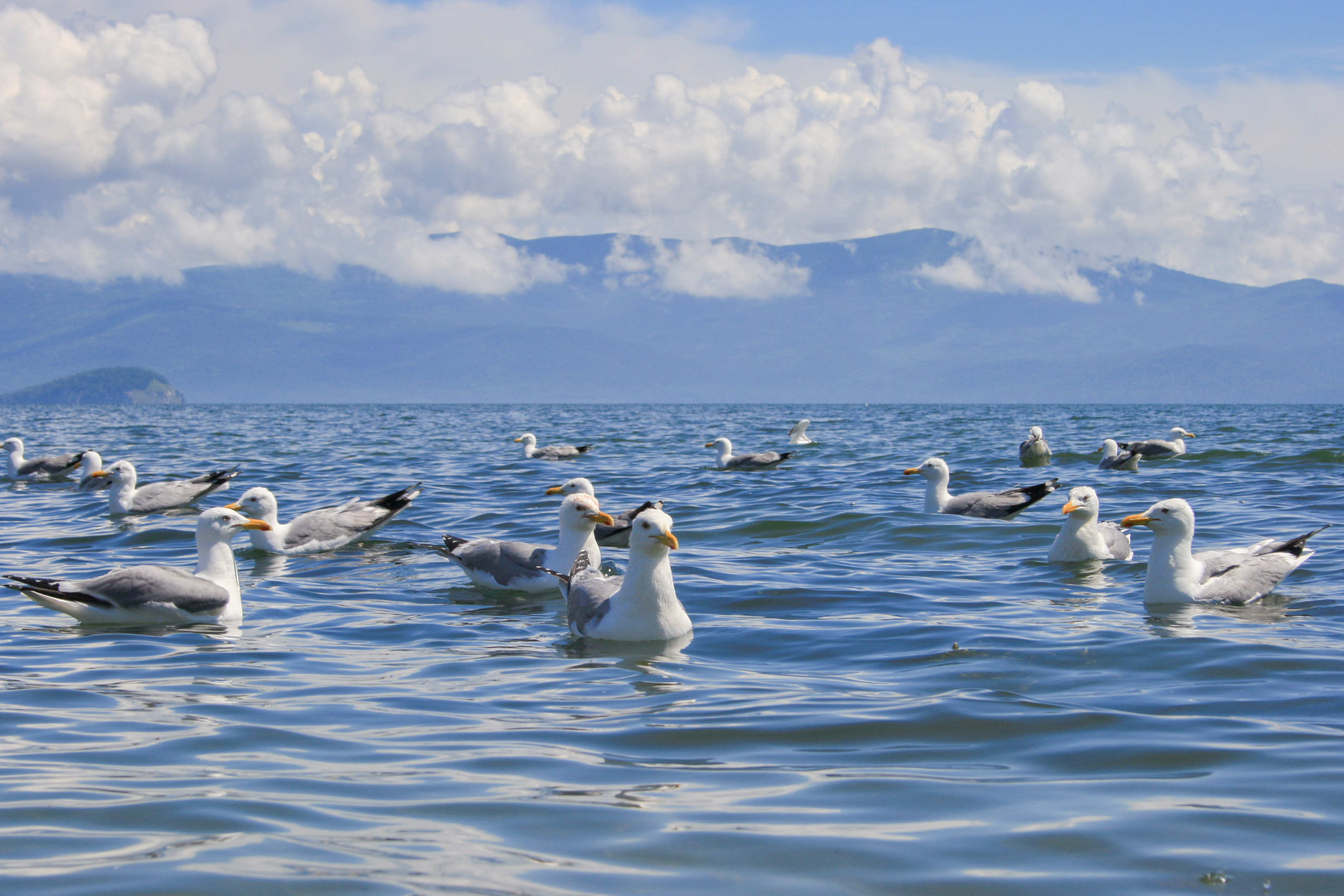
Mouettes sur l'eau du golfe.

L'ensemble du golfe fait partie du parc national Transbaïkal, et plus largement du site du patrimoine mondial du lac Baïkal depuis 1996. Les îles Bolchoï Baklani, Bolchoï Kyltygueï, Maly Kyltygueï et Bely Kamen sont des monuments naturels de la Bouriatie, et toutes les îles du golfe ont leur accès limité par l'administration du parc national.

## Voies de communication
Le golfe est relié au village d'Oust-Bargouzine par une route longeant l'isthme de Miagkaïa Karga jusqu'au village de Monakhovo et plus loin vers les villages de Katoun et Kourboulik.

## Villages
Trois villages se situent sur le golfe, avec les villages de Monakhovo, Katoun et Kourboulik. Alors que Monakhovo est un hameau, les deux autres sont des petits villages. Ils deviennent d'importantes destinations touristiques en été.